# Чамлия
Чамлия е планински рид в централните на Западните Родопи, първото, най-западно северно разклонение на Переликско-Преспанския дял, на територията на Област Смолян.
Ридът представлява първото северно разклонение на Переликско-Преспанския дял на Западните Родопи, отклоняващ се от него на държавната ни граница с Гърция при гранична пирамида № 135, при безименен връх с височина 1929,9 м. Простира се от югоизток на северозапад на 16 км, а ширината му е 5 – 6 км, между долините на реките Чаирдере (десен приток на Въча) и десният ѝ приток Мугленска река (Тенесдере).
Има плоско, силно окарстено и слабо залесено било, разположено от 1500 на северозапад до 1900 м н.в. на югоизток. Най-високата му точка е безименен връх висок 1948,3 м, разположен в най-южната му част. Изграден е от гнайси и окарстени мрамори, а в югоизточния край от риолити. Склоновете му са стръмни и силно залесени с иглолистни гори. Развит дърводобив.
Във вътрешността на рида е разположено обезлюденото село Чамла, в най-северозападната му част е село Гьоврен, а на изток – село Мугла.
На югозападния му склон се намира защитената местност „Чаирите“.

## Топографска карта
- Лист от карта K-35-73. Мащаб: 1 : 100 000.
- Лист от карта K-35-85. Мащаб: 1 : 100 000.
- Лист от карта K-35-86. Мащаб: 1 : 100 000.